# Extreme Conditions Demand Extreme Responses
Extreme Conditions Demand Extreme Responses è il disco d'esordio del gruppo grindcore di New York City Brutal Truth. Video musicali vennero fatti per Collateral Damage (che è presente nel Guinness dei primati come videoclip più corto in assoluto) e Ill-Neglect.

## Track list
1. P.S.P.I – 0:35
2. Birth of Ignorance – 3:29
3. Stench of Prophet – 1:22
4. Ill-Neglect – 2:24
5. Denial of Existence – 4:25
6. Regression-Progression – 2:34
7. Collateral Damage – 0:04
8. Time – 5:58
9. Walking Corpse – 1:40
10. Monetary Gain – 3:26
11. Wilt – 2:54
12. H.O.P.E – 2:03
13. Blockhead – 0:07
14. Anti-Homophobe – 3:10
15. Unjust Compromise – 10:52

- Il brano "Unjust Compromise" dura 5:42. Seguono 5 minuti di silenzio, fino a quando al minuto 10:42 inizia una breve traccia nascosta che si tratta di una breve cover del brano "Sweet Home Alabama" della band Lynyrd Skynyrd.

## Line Up
- Rich Hoak - Batteria
- Dan Lilker - Basso
- Brent McCarty - Chitarra
- Kevin Sharp - Voce